# Сен-Сир, Хенри
Хенри Юлиус Реверони Сен-Сир (швед. Henri Julius Reverony Saint Cyr; 15 марта 1902, Стокгольм, — 27 июля 1979, 	
Кристианстад) — шведский спортсмен-конник, выступавший в выездке, 4-кратный олимпийский чемпион. Майор шведской армии.
В 1952 году участвовал в Олимпийских играх в Хельсинки, в 1956 году — в Олимпийских играх в Стокгольме. В личных и командных соревнованиях по выездке и стал олимпийским чемпионом. В 1952 году он выиграл на лошади Мастер Руфус, в 1956 году — на Юли. Обе победы в личном первенстве он одержал над датчанкой Лис Хартель.
Хенри Сен-Сир наряду с Николь Упхофф, Анки ван Грюнсвен и Шарлоттой Дюжарден — единственный всадник по выездке, который дважды подряд выигрывал золото в одиночном разряде на Олимпийских играх. 
Сен-Сир — единственный мужчина, который дважды подряд выигрывал золото в выездке на Олимпийских играх в личном первенстве и в составе команды. Среди женщин это удавалось немкам Николь Упхофф (1988 и 1992) и Джессике фон Бредов-Верндль (2020 и 2024).
Лошади Сен-Сира — Fun, Djinn, Master Rufus, Juli, L'Étoile.
Рыцарь ордена Меча, награждён шведской медалью Его Величества Короля, рыцарь ордена Почётного легиона.